# Felix Papencordt
Felix Papencordt (1812–1841) est un historien prussien.

## Biographie
Felix Papencordt a fréquenté le lycée Theodorianum à Paderborn et a étudié l'histoire et la philosophie aux universités de Bonn, de Munich et de Berlin. Les historiens Barthold Georg Niebuhr et Leopold von Ranke, ainsi que les philosophes Christian August Brandis (de), Auguste Schlegel et Friedrich Wilhelm Joseph von Schelling comptaient parmi ses professeurs. En 1835, il est couronné par l'Académie des inscriptions et belles-lettres de France pour un Mémoire sur la domination des Vandales en Afrique (Geschichte der vandalischen Herrschaft in Afrika). Après ce succès, Papencordt reçoit une bourse de la fondation Collegium Preukkianum, ce qui lui permet d'effectuer un long voyage de recherche en Italie. De 1836 à 1840, il vit principalement à Rome, dans le cloître de Sant'Andrea delle Fratte, mais séjourne également dans d'autres villes italiennes comme Naples, Florence et Venise, et passe ces quatre années de retraite en Italie à préparer et à composer un ouvrage considérable sur l'histoire de Rome au Moyen-Âge. Rentré en Allemagne, il s'installe à Berlin où il devient chercheur indépendant et membre correspondant de l'Institut archéologique allemand. En 1841, il est nommé professeur extraordinaire d'histoire à l'université de Bonn ; le 1er avril, il quitte Berlin et entame le voyage vers Bonn mais meurt de la fièvre typhoïde le 17 avril à Warburg, alors qu'il rendait visite à sa sœur.

## Publications sélectives
- (de) Geschichte der vandalischen Herrschaft in Afrika, Duncker & Humblot, Leipzig, 1837 (lire en ligne).
- (de) Cola di Rienzo und seine Zeit, F. und A. Perthes, Hamburg/Gotha, 1841 (lire en ligne).
  - (it) Traduction italienne : Cola di Rienzo e il suo tempo, Giuseppe Pomba, Torino, 1844 (lire en ligne).
  - (fr) Traduction française : Rienzi et Rome à son époque, Chez Jacques Lecoffre et Cie, Paris, 1845 (lire en ligne).
- (de) Geschichte der Stadt Rom im Mittelalter, Ferdinand Schöningh, Paderborn, 1857 (lire en ligne).